# Зелёная улица (Санкт-Петербург)
Зелёная улица — улица в Выборгском районе Санкт-Петербурга. Проходит от проспекта Раевского до Тихорецкого проспекта.

## История
Улица возникла в 1912 году и называлась Александровской (также Александровским проспектом). Современное название присвоено 22 февраля 1939 года. 16 января 1964 года название было упразднено, 7 июля 1999 года восстановлено.

## Расположение
Улица пролегает параллельно Светлановскому проспекту и проходит с юго-запада на северо-восток.

## Транспорт
Ближайшая к Зелёной улице станция метро — «Политехническая».
Трамвай — № 9, 55, 61. Остановка — «Проспект Науки».

## Примыкания
- проспект Раевского
- Тихорецкий проспект